# Rodogário

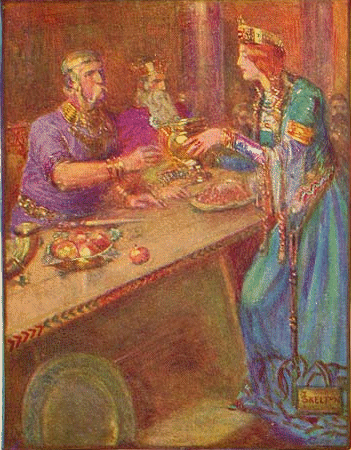
Ilustração da Rainha Wealhþeow servindo Hroðgar em banquete

Rodogário ou Rodgário (em latim: Rod(o)garius), também designado Hroðgar, Hrothgar, Hróarr, Hroar, Roar, Roas ou Ro, é o rei dinamarquês cujo reino é devastado por monstros (entre eles Grendel), posteriormente mortos por Beowulf no poema épico anglo-saxônico, escrito no início do século XI.